# Río Pequeño Misuri
El río Pequeño Misuri (del inglés: Little Missouri River) es un río del Medio Oeste de los Estados Unidos, un afluente del río Misuri que discurre por el extremo norte de las Grandes Llanuras. Con una longitud de 901 km, está entre los 40 ríos más largos de los Estados Unidos.
Administrativamente, el río discurre por los estados de Wyoming, Montana, Dakota del Sur y Dakota del Norte.
El 22 de abril de 1992, un tramo de 15,7 km del río fue declarado río salvaje y paisajístico nacional (National Wild and Scenic Rivers).

## Curso del río

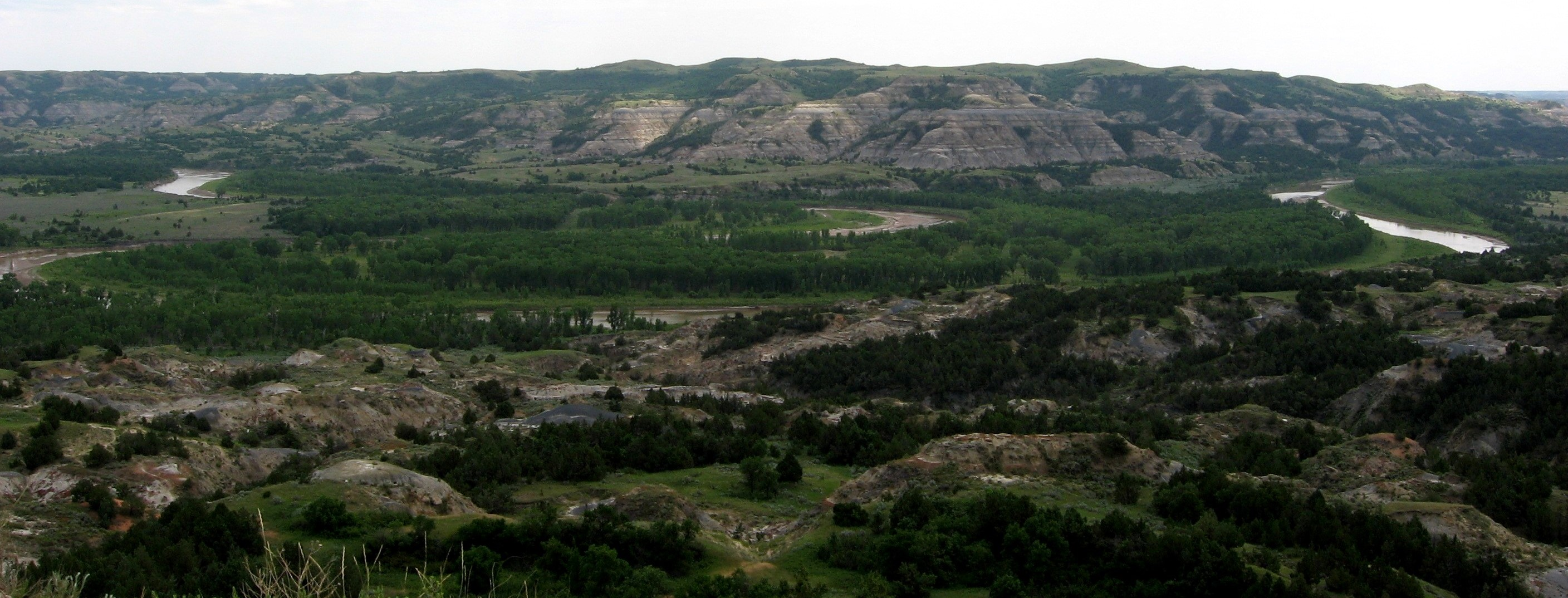
El río en el parque nacional Theodore Roosevelt

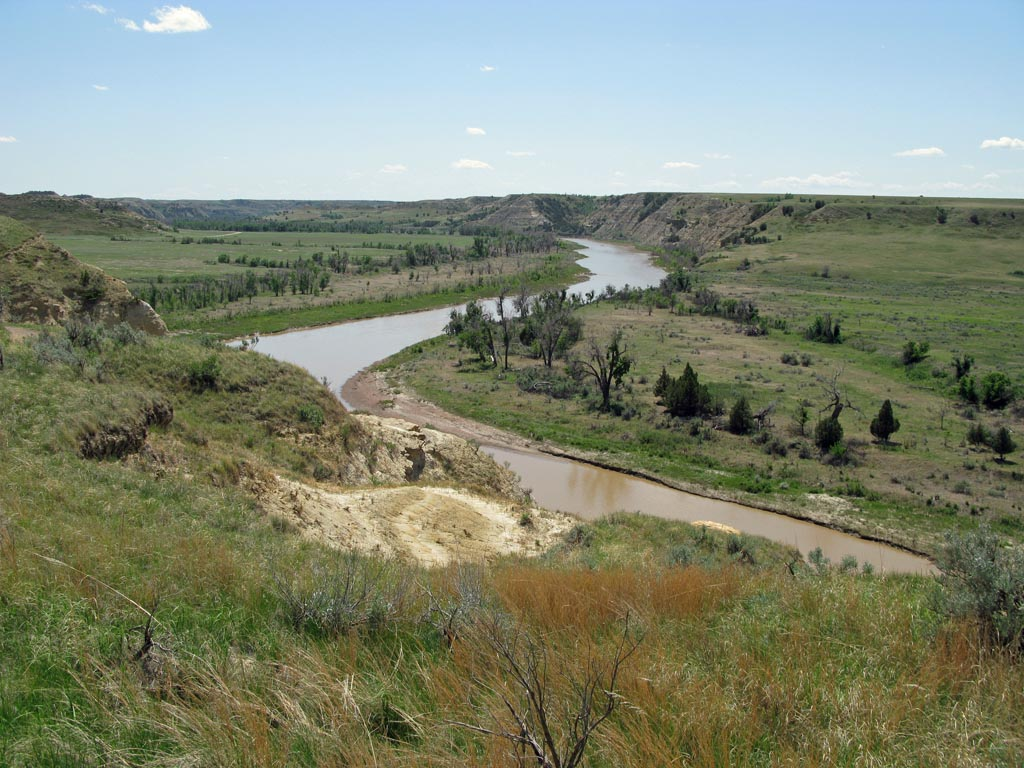
Otra vista del río en el parque nacional

El río Pequeño Misuri nace en la parte noreste del estado de Wyoming, en el extremo oeste del condado de Crook, aproximadamente a unos 30 km al oeste del monumento nacional de la Torre del Diablo (Devils Tower National Monument). El río discurre primero en dirección noreste, por una zona muy árida casi despoblada. Se interna luego en Montana, manteniendo la misma dirección noreste y cruzando por su esquina sureste. Abandona Montana y se adentra en Dakota del Sur por su extremo noroccidental. En Dakota del Sur, fluye hacia el norte, en un curso cada vez más sinuoso con cerrados y torturados meandros, pasando por la pequeña localidad de Camp Crook. 
Sigue su avance al norte y llega a Dakota del Norte, atravesando los Badlands, y pasando por Marmath (140 hab. en 2000), la primera localidad y única de cierto tamaño en todo el curso del río. El río entra en una zona más accidentada, encajándose cada vez más su valle, entrando en la gran zona protegida (4181 km²) de la pradera nacional del Pequeño Misuri (Little Missouri National Grasslands), la mayor pradera nacional de los EE. UU., una zona de unos 170 km en línea recta, que ya no abandonará hasta el tramo final.
El río llega al parque nacional Theodore Roosevelt (Theodore Roosevelt National Park), primero a su unidad Sur. Sigue hacia el norte, recibiendo por la izquierda el único de sus afluentes de importancia, el arroyo Beaver. Llega luego a la unidad Norte del Parque, donde el río se vuelve hacia el Este y tras un corto tramo llega al Parque Estatal Little Missuori, en la cola de uno de los brazos del gran embalse o lago Sakakawea (1240 km² de superficie), un brazo de 48 km de largo llamado bahía Pequeño Misuri (Little Missouri Bay). En el embalse, cuya presa está en el río Misuri, se une al cauce principal del Misuri aproximadamente 40 km al noreste de Killdeer. (713 hab.).
La escorrentía altamente estacional de las tierras baldías y otros paisajes sin árboles a lo largo de la cuenca del Pequeño Misuri lleva pesadas cargas de sedimentos erosionados aguas abajo. Las capas sedimentarias, que se extienden desde la cabecera en Wyoming hasta llegar a la desembocadura en Dakota del Norte, varían en edad, pero la mayoría de las camas a lo largo del río pertenecen a las formaciones Bullion Creek y Sentinel Butte, ambas depositadas durante el Paleoceno (hace alrededor de 66 hasta 56 millones de años). Los depósitos incluyen limolitas, lutitas, areniscas y carbón lignito establecido en una llanura costera durante la orogenia Laramide.